# Alfred Karasek
Alfred Karasek, auch Alfred Karasek-Langer (* 22. Januar 1902 in Brünn; † 10. Mai 1970 in Bischofswiesen), war ein sudetendeutscher Ingenieur und Volkskundler. Karasek fügte bei vielen Publikationen seinem Namen auch den Geburtsnamen seiner Mutter Marie Langer hinzu, um seine deutsche Herkunft zu betonen. Während des Zweiten Weltkriegs war er als überzeugter Nationalsozialist maßgeblich an der Umsiedlung Volksdeutscher und dem Raub von Büchern und Archiven in den besetzten Gebieten beteiligt. Nach dem Krieg begründete Karasek die „Volkskunde der Heimatvertriebenen“ und überführte seine Sammlungen in die „Forschungsstelle Karasek für ostdeutsche Volkskunde“. Ihn und seinen Freund und Mitstreiter Walter Kuhn hat man auch als „die Brüder Grimm des deutschen Ostens“ bezeichnet. Alfred Karasek war ein Onkel des im September 2015 verstorbenen Literaturkritikers Hellmuth Karasek.

## Leben und Wirken

### Märchensammler und Sprachinselforscher
Der Sohn eines Bauingenieurs wuchs im schlesischen Bielitz auf. Nach der Matura nahm er 1919 ein Ingenieursstudium an der Deutschen Technischen Hochschule Brünn auf. Er engagierte sich bei der „Sudetendeutschen Freiheitsbewegung“ wie dem „Verband deutsch-völkischer Akademiker“ und dem völkischen Flügel des Wandervogels, wo er auch seine spätere Frau, die mit dem Kunsthistoriker Josef Strzygowski verheiratete Malerin Hertha Strzygowski und Walther Kuhn kennenlernte. Auf ihren Wanderungen legten Karasek und seine Freunde bereits die Grundlage der späteren Sprachinselforschung, indem sie zunächst vor allem Märchen und Sagen sammelten. Spätere Wanderungen wie eine „Wolhynienfahrt“ 1926, die vom Auswärtigen Amt finanziell unterstützt wurde, diente neben der statistischen Erfassung der im polnischen Teil Wolhyniens lebenden deutschstämmigen Bevölkerung bereits auch ihrer politisch nationalistischen Indoktrination.
Seine erste volkskundliche Veröffentlichung über „die deutsche Sprachinsel Bielitz-Biala“ legte Karasek 1923 vor. Sein Konzept der Sprachinsel war dabei völkisch ausgerichtet und von einem aggressiven Nationalismus bestimmt. Unter einer „Sprachinsel“ verstand er „eine durch geschlossene Kolonisation neu geschaffene Siedlung eines Volkes im Sprachgebiet eines anderen“ und bezog sich dabei auf ein rassisch definiertes „Volkstum“:

„Aller Widerstand gegenüber dem fremden Volkstum wird durch die triebhaften Kräfte des Blutes bestimmt, die als aus dem Mutterland mitgebrachtes Erbe zu werten sind. All diese Werte, bewußtes oder instinktives Bauerntum guter Art, Kinderreichtum, Arbeitsamkeit, Ordnungssinn, Landhunger, Ehrlichkeit und deutsches Rechtsempfinden, eine ausgeprägte Gestaltungskraft und klare Zielsicherheit, die, mit einer gewissen Zähigkeit und Ausdauer verbunden, diese Deutschen von den umwohnenden Slawen scheidet, das ist das große und ständig wirkende Erbe ihres Blutes, ihrer Herkunft.“

Von Oktober 1926 bis Dezember 1927 leistete Karasek seinen Militärdienst im tschechoslowakischen Heer. Zwischen 1928 und 1932 studierte er Volkskunde und „Deutschtumsforschung in Osteuropa“ in Wien unter anderem bei Arthur Haberlandt, wo er Wilfried Krallert traf, mit dem er führend in der Südostdeutschen Forschungsgemeinschaft (SOFG) arbeiten sollte. Karasek unternahm eine Reihe weiterer „Forschungsreisen“, wurde aber, wie die Gruppe der Wolhynienforscher insgesamt, von Polen der Spionage bezichtigt und 1928 aus Polen ausgewiesen. Der Schriftsteller Bruno Brehm verfasste auf der Grundlage von Karaseks Sammlungen sein Buch Die größere Heimat. Auslandsdeutsche Erzählungen (1934), das er Karasek widmete.

### Nationalsozialistischer Volkskundler
1933 trat Karasek der in Österreich verbotenen NSDAP bei und wurde nach dem „Anschluss Österreichs an das Deutsche Reich“ 1938 in die allgemeine NSDAP übernommen (Mitgliedsnummer 6.385.889). Im Hauptschulungsamt der NSDAP vertrat er die SOFG und betrieb unter der Leitung von Ernst Schwarz weitere Sprachinselforschung. Er arbeitete in der volkskundlichen Abteilung der 1935 gegründeten ungarischen „Neuen Heimatblätter“ und reiste durch Ungarn zur „volkskundlichen Bestandsaufnahme“. Es ist davon auszugehen, dass Karasek dabei wie Krallert auch als Angehöriger des Sicherheitsdienst des Reichsführers SS tätig war. Der „Volkskunde“ maß Karasek dabei unmittelbar politische Bedeutung im Sinne der Indoktrination zu. 1935 schrieb er:

„Wir betrachten außerdem die Volkskunde als einen Helfer in unserem
Kampfe um die Erhaltung eigenen Volkstums. […] Sie soll die veraltete
und schädliche Denkweise nach Teilgebieten ausmerzen, die einzelnen
Teilgebiete und Stämme aus dem Bereiche unsachlicher Wertungen oder
mißgünstiger Urteile befreien helfen. Sie wird dem Posener zeigen, wie
sich der Strom deutschen Lebens und deutschen Wesens über seine Heimat
weiter nach dem Osten, nach Mittelpolen und Wolhynien ergoß, daß diese
Stammesgruppen Blut von seinem Blute sind. Sie wird dem Schlesier
einhämmern, daß seine Stammesbrüder in allen drei Teilgebieten Polens
daheim sind, ihm eine gesamtschlesische Stammeshaltung und Verantwortung
beizubringen versuchen.“

1937 trat Karasek in den von Krallert geleiteten „Übersetzungsdienst Wien“ ein und wurde 1938 wissenschaftlicher Referent der SOFG unter Hugo Hassinger. Nebenbei betreute Karasek die Zeitschrift Karpatenland der Slowakeideutschen. Außerdem engagierte er sich 1938 im Sudetendeutschen Freikorps. Nach dem „Anschluss“ arbeitete Karasek hauptamtlich in der Geschäftsführung der SOFG und leitete deren Schulungsarbeit. In der Folge hielt er unzählige Vorträge und lieferte auch Beiträge für den Rundfunk.

### Bevollmächtigter für „Rücksiedlungen“ und Räuber von Kulturgut
Nach dem deutschen Überfall auf Polen 1939 wurde Karasek als einer der besten Kenner der Wolhyniendeutschen als Berater bei der „Rücksiedlung“ dieser Volksgruppe ins Wartheland herangezogen. Das Oberkommando des Heeres teilte ihn als Gebietsbevollmächtigen für Luzk dem „Umsiedlungskommando Wolhynien“ der Volksdeutschen Mittelstelle zu. In dieser Funktion siedelte er 34.000 Volksdeutsche um. Im August 1941 wurde Karasek zum SS-Totenkopfverband „Oranienburg“ einberufen und nach Beresina in der Ukraine abgeordnet. Hier kümmerte er sich um die Umsiedlung von 27.000 Bessarabiendeutschen.
Im Juli 1941 wurde Karasek „Sonderführer Z“ (Z = „Zugführer“) beim Sonderkommando Künsberg und beteiligte sich in dieser Funktion an der Plünderung von Archiven, Bibliotheken und Museen in Kiew, Odessa und auf der Krim. Er wertete die Beute für die Zwecke der von Krallert geleiteten Publikationsstelle Wien aus. Im August wurde er wieder als Gebietsbevollmächtigter zum SS-Umsiedlungskommando in Beresina abgeordnet, wo er bis Ende 1941 blieb. 1942 arbeitete er erneut für das Sonderkommando Künsberg und zwar im Bereich der Heeresgruppe Mitte. Im Februar 1942 wurde er auf der Krim als Sonderführer der SS im Rang eines Untersturmführers in die Waffen-SS übernommen und noch im selben Jahr zum Obersturmführer befördert. Bis zum Sommer 1942 war Karasek fast ununterbrochen mit dem Sonderkommando Künsberg auch gemeinsam mit Krallert im Südabschnitt der Ostfront im Einsatz. Im August 1942 rückte er als „Sachbearbeiter für Landeskunde“ mit der Einsatzgruppe Süd B des Sonderkommandos Künsberg in Stalingrad ein und erbeutete bis zum Rückzug der Einsatzgruppe am 14. Oktober 1942 vor allem Bücher sowie die gesamten medizinischen und historischen Unterlagen der Universität Woronesch.
Nach der Auflösung des Sonderkommandos Künsberg wurde Karasek im Juli 1943 dem Reichssicherheitshauptamt Amt VI G zugeteilt. Diese Abteilung, mitunter auch als „Dienststelle Dr. Krallert“ oder „Kuratorium für Volkstums- und Landesforschung“ bezeichnet, beschlagnahmte mittels kleinerer Einsatzkommandos weiterhin vor allem Archive und Bibliotheken in den besetzten Gebieten. So nahm Karasek im Mai 1944 an einer von Krallert persönlich geleiteten Plünderung vor allem jüdischer Buchhandlungen und Antiquariate in Budapest teil.

### Initiator der Vertriebenenvolkskunde
Bei der Besetzung Wiens gingen große Teile der privaten volkskundlichen Sammlung Karaseks verloren. Karasek selbst arbeitete zunächst in einer Kunstmarmorfabrik in Ehringshausen. 1949 kehrte er zunächst freiberuflich in die Wissenschaft zurück. Er gehörte gemeinsam mit Josef Hanika und Egon Lendl zu den Initiatoren des „Kulturellen Arbeitskreis der deutschen Heimatverwiesenen in Bayern“, dem es um die Koordinierung der Kulturarbeit der Heimatvertriebenen im Allgemeinen und der Sudetenvertriebenen im Besonderen ging. Mit Hanika führte Karasek dabei den Vorsitz des daraus hervorgehenden „Instituts für Kultur- und Sozialforschung“, das ursprünglich „Institut für Volks- und Sozialforschung“ heißen sollte, und initiierte auch die „Fachkommission für Volkskunde der Heimatvertriebenen“ in der Deutschen Gesellschaft für Volkskunde.
1949 gründete Karasek auf der Grundlage seiner Sammlung die „Forschungsstelle Karasek für ostdeutsche Volkskunde“ mit fast 20.000 Sagen, über 2.000 Märchen, 1.200 Volksschauspielen und 12.000 Weihnachtskrippen. Er publizierte zunächst vor allem in der Vertriebenen-Beilage des Berchtesgadener Anzeigers. Karasek arbeitete auch weiterhin mit Kuhn und gleichgesinnten Sprachinselforschern bzw. alten Kameraden wie Alfred Lattermann, Viktor Kauder, Kurt Lück und Jürgen von Hehn zusammen. Er begann auch mit der Sammlung von neuem Material in den Auffanglagern der Vertriebenen. Karasek nahm dabei die Vertreibung und Aussiedlung einerseits als das beschleunigte Verschwinden traditioneller Lebensverhältnisse, etwa als eine „Entbäuerlichung des Volkskörpers“. Andererseits erkannte er in der gesellschaftlichen Integration der Vertriebenen ein sozial- und kulturwissenschaftliches Problem. Sein Interesse an den ‚neuen‘ Liedern und Sagen der Flüchtlingslager stellte dabei die Ausnahme unter den eher an traditionellen Brauchtum interessierten Untersuchungen dieser Art dar. Gefördert wurde seine Arbeit durch die „Kommission für Volkskunde der Heimatvertriebenen“. Für seine Verdienste erhielt er 1965 die Agnes-Miegel-Plakette.

## Veröffentlichungen (Auswahl)

### Als Autor
Aufsätze
- Sprachinselvolkstum. In: Deutsche Blätter in Polen. Monatshefte für den geistigen Aufbau des Deutschtums in Polen, Jg. 3 (1926), S. 569–594.
- Das Schrifttum über die Deutschen in Wolhynien und Polesien. In: Deutsche wissenschaftliche Zeitschrift für Polen, 1931, Heft 22, S. 124–136 (zusammen mit Alfred Kleindienst).
- Ostschlesische Volkskunde. In: Viktor Kauder (Hrsg.): Das Deutschtum in Polnisch-Schlesien. Ein Handbuch über Land und Leute (Deutsch Gaue im Osten; Bd. 4). Wolff, Plauen 1932.
- Grundsätzliches zur Volkskunde der Deutschen in Polen. In: Monatshefte für den geistigen Aufbau des Deutschtums in Polen, Bd. 2,(1935/36), Heft 12, S. 126–133.
- Die deutsche Volkskundeforschung im heutigen Ungarn. In: Deutsches Archiv für Landes- und Volksforschung, Jg. 1 (1937), S. 287–308, 959–989.
- Der grosse Treck. Aus dem Tagebuch Alfred Karasek-Langers, eines Gebietsbevollmachtigten des wolhyniendeutschen Umsiedlungskommandos. In: Kurt Lück (Hrsg.): Deutsche Volksgruppen aus dem Osten kehren heim ins Vaterland (Tornisterschrift des Oberkommandos der Wehrmacht / Abt. Inland; Bd. 19). Berlin 1940.
- Der Wille zum Reich. In: Otto Engelhardt-Kyffhäuser (Hrsg.): Das Buch vom großen Treck. Verlag Grenze und Ausland, Berlin 1940, S. 14–29.
- Slowakeideutsche Dichtung im Umbruch In: Volkstum im Südosten. Volkspolitische Monatsschrift, 1941, Heft 2, S. 21–27.
- Lieder der Heimatlosigkeit. Die Verschickten- und Gefängnislieder der Wolhyniendeutschen. In: Christ unterwegs. Monatsschrift für Vertriebene, auswanderer, Deutsche im Ausland. Jg. 4 (1950), Heft 7, S. 8–12.
- Volkskundeforschung in Umbruch. In: Wissenschaft und Weltbild. Zeitschrift für Grundfragen der Forschung, Jg. 3 (1950), Heft 9, S. 419–421.
- Volkskundliche Wandlungen in Deutschland. In: Zeitschrift für Volkskunde, Jg. 50 (1953), Heft 1/2, S. 35–48.
- Neue Formelemente im bayerischen Wallfahrtswesen durch den Zustrom von Heimatvertriebenen. In: Torsten Gebhard und Hans Moser (Hrsg.): Festschrift für J. M. Ritz (Bayerisches Jahrbuch für Volkskunde; Bd. 1951). Habbel, Regensburg 1951, S. 103–108.
- Kronen und Kopfschmuck im donauschwäbischen Volksschauspiel. In: Bayerisches Jahrbuch für Volkskunde, 1956, ISSN 0067-4729, S. 27–38.
- Neusiedlung in Bayern nach 1945. Einschnitt in unsere Volksgeschichte. In: Alfons Perlick (Hrsg.): Jahrbuch für Volkskunde der Heimatvertriebenen, Bd. 2 (1956), S. 24–102.
- Die donauschwäbische Volkszählung in der Gegenwart. Ein Beitrag zur Stammeskunde. In: Alfons Perlick (Hrsg.): Jahrbuch für Volkskunde der Heimatvertriebenen, Bd. 3 (1957).
- 400 Jahre Weihnachtskrippe in der Grafschaft Glatz. In: grafschaft Glatzer Heimatblätter, Jg. 19 (1967), S. 254–258.
- Schlesische Volkskunde und ostdeutsche Siedlungsforschung. Walter Kuhn zum 65. Geburtstag. In: Schlesien, Jg. 13 (1968), Heft 3, ISSN 0036-6153, S. 159–168.

Bücher
- Die Holzkirchen in der Umgebung von Bielitz-Biala (Beiträge für vergleichende Kunstforschung; Bd. 5). Historische Gesellschaft für Posen, Posen 1927 (zusammen mit Josef Strzygowski).
- Vom Sagengute der Vorkarpathendeutschen. Ein Beitrag zur Sagenforschung in den deutschen Sprachinseln des Ostens. Lehmann, München 1930.
- Die deutschen Siedlungen in Wolhynien. Geschichte, Volkskunde, Lebensfragen (Deutsche Gaue im Osten; Bd. 3). Hirzel, Leipzig 1931 (zusammen mit Kurt Lück).
- Donauschwäbische Volkskunde (Göttinger Arbeitskreis; Bd. 44). Holzner-Verlag, Kitzingen/Main 1954.
- Volksschauspiel und Volkstheater der Sudetendeutschen. Ein Forschungsbericht. Gans, Gräfelfing b. München 1960.
- Olmütz und seine Bedeutung für die Krippenkunst des Altvatergebietes seit dem Frühbarock. Diwisch, Steinheim/M 1966.
- Das deutsche Volksschauspiel in Böhmen und Mähren und der Slowakei. Elwert, Marburg 1984/86 (zusammen mit J. Eduard Alexy und Josef Lanz).

1. Hauptband. 1984, ISBN 3-7708-0785-5.
2. Tradition und Wandel. 1984, ISBN 3-7708-0803-7.
3. Kontakt und Ausstrahlung. Slowakei und Karpatenukraine. 1986, ISBN 3-7708-0843-6.

- Krippenkunst in Böhmen und Mähren vom Frühbarock bis zur Gegenwart, Elwert, Marburg 1974 (zusammen mit Josef Lanz), ISBN 3-7708-0500-3

### Als Herausgeber
- Sagen der Beskidendeutschen. Wolff, Plauen i. V. 1930 (zusammen mit Elfriede Strzygowski).
- Sagen der Deutschen in Galizien (Ostdeutsche Heimatbücher; Bd. 4). Wolff, Plauen 1932 (zusammen mit Elfriede Strzygowski).
- Sagen der Deutschen in Wolhynien und Polesien (Ostdeutsche Heimatbücher; Bd. 5). Hirzel, Leipzig 1938 (zusammen mit Elfriede Strzygowski).
- Hochwies. Sagen, Schwänke und Märchen (Denkmäler deutscher Volksdichtung). Schwartz, Göttingen 1959 (zusammen mit Will-Erich Peuckert).
- Donauschwaben erzählen. Elwert, Marburg 1976 (4 Bde.; zusammen mit Alfred Cammann).

1. 1976, ISBN 3-7708-0561-5.
2. 1977, ISBN 3-7708-0572-0.
3. 1978, ISBN 3-7708-0601-8.
4. 1978, ISBN 3-7708-0669-7.

- Volkserzählung der Karpatendeutschen Elwert, Marburg 1981 (zusammen mit Alfred Cammann).

1. Hauptband. 1981, ISBN 3-7708-0703-0.
2. Slowakei. 1981, ISBN 3-7708-0716-2.

- Ungarndeutsche Volkserzählung aus deutscher Siedlung im altungarischen Raum. 1. Auflage. N.G. Elwert, Marburg 1982, ISBN 3-7708-0737-5 (zusammen mit Alfred Cammann).